# Rocka Rolla
Rocka Rolla är hårdrocksbandet Judas Priests debutalbum, utgivet den 6 september 1974. För dem som är vana vid Judas Priests heavy metal och inte har hört deras tidiga material är detta musikalbum lite annorlunda. Låtarna här drar mer åt blues och klassisk hårdrock. Art director omslag:  John Pasche.

## Låtförteckning
1. "One for the Road" – 4:40 (Downing/Halford)
2. "Rocka Rolla" (Halford, Downing, Glenn Tipton) – 3:05
3. "Winter" (Al Atkins, Downing, Ian Hill) – 1:31
4. "Deep Freeze" (Downing) – 1:20
5. "Winter Retreat" – 3:27
6. "Cheater" – 2:57
7. "Never Satisfied" (Atkins, Downing) – 4:50
8. "Run of the Mill" (Halford, Downing, Tipton) – 8:33
9. "Dying to Meet You" – 6:16 (Downing/Halford)
10. "Caviar and Meths" (Atkins, Downing, Hill) – 2:00